# Doliana (Peloponnes)
Doliana (griechisch Δολιανά (n. pl.)) ist eine Ortsgemeinschaft der Gemeinde Voria Kynouria in der griechischen Region Peloponnes. Sie besteht aus zwei getrennten Gebieten im Osten Arkadiens und insgesamt sieben Dörfern und Siedlungen mit 846 Einwohnern, davon 595 Einwohner im größten Dorf Kato Doliana (2011). 

## Lage

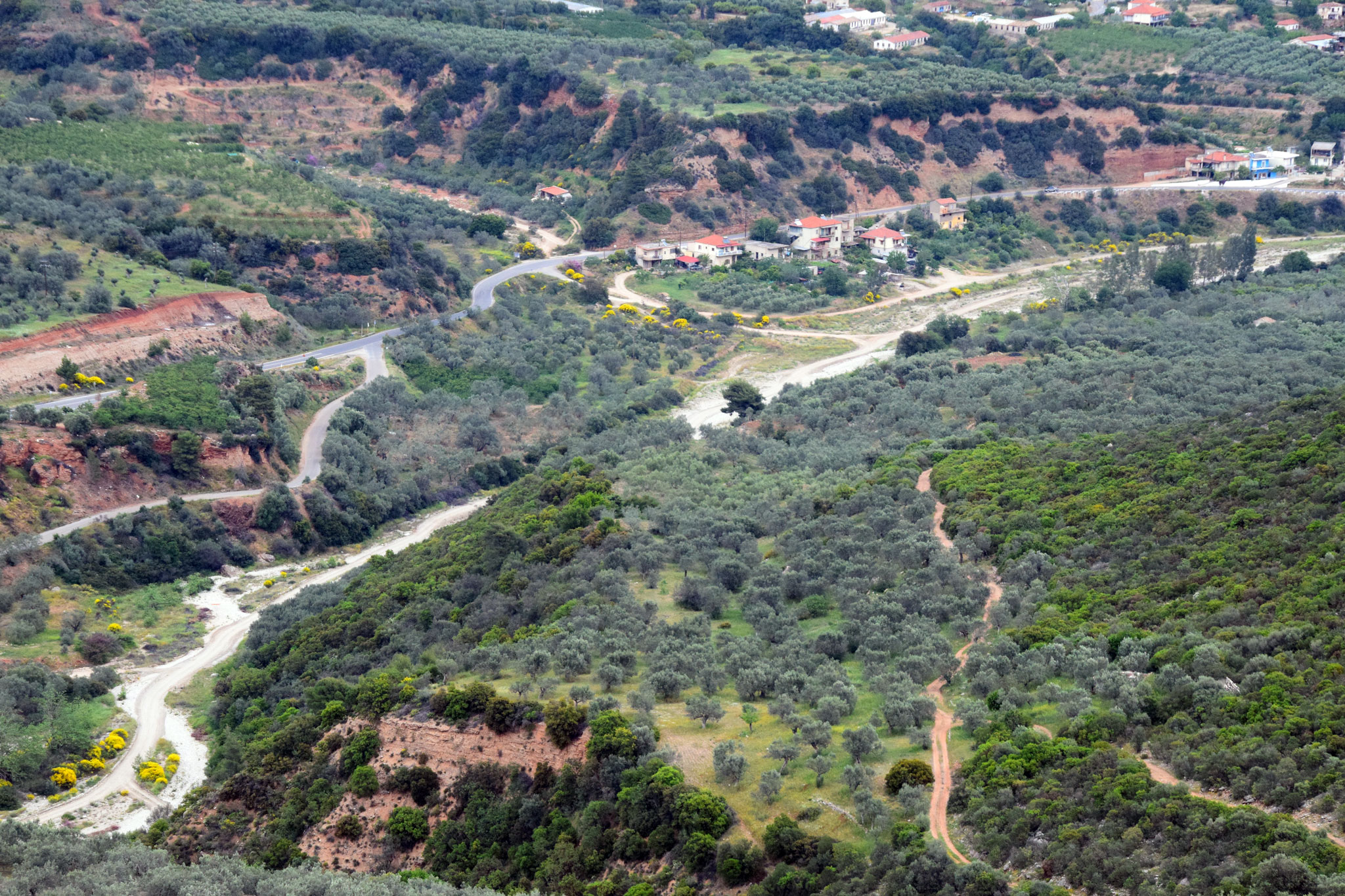
Tanos-Fluss in Kato Doliana

Das Gebiet der Ortsgemeinschaft Doliana besteht aus zwei etwa gleich großen Gebieten um die Dörfer Ano Doliana und Kato Doliana im Norden der Gemeinde Voria Kynouria. Diese liegen durch Gebietsteile der Ortsgemeinschaften Agia Sofia, Eleochori, Agios Georgios, Platana und Stolos voneinander getrennt.
Das Gebiet des traditionelle Bergdorfs Ano Doliana mit den Siedlungen Kouvlis und Dragoumi grenzt an die Gemeinde Tripoli. Das Dorf Ano Doliana liegt an den Nordhängen des Parnonas in etwa 1000 m Höhe, nach Süden steigt das Gelände bei der Sendeanlage Doliana (Κέντρο Εκπομπής Δολιανών) auf 1380 m Höhe an. Etwa 9 km östlich liegt das Gebiet von Kato Doliana an der Gemeindegrenze zu Argos-Mykene mit den Orten Rouneika, Prosilia und Kaminari im Tal des Tanos.

## Verwaltungsgliederung
Bereits 1835 wurde eine Gemeinde Doliana (Δήμος Δολιανών Dímos Dolianón) mit Verwaltungssitz im gleichnamigen Ort gegründet. Zwischen 1841 und 1912 war diese um weitere umliegende Dörfer erweitert worden und wurde anschließend zur Landgemeinde Doliana (Κοινότητα  Δολιανών Kinótita Dolianón) herabgestuft. Dabei erhielt sie ihre heutige Ausdehnung. Mit der Anerkennung der Orte Ano Doliana, Kato Doliana, Kaminari und Artsina 1940 wurde Ano Doliana Verwaltungssitz der Landgemeinde. Es folgten 1955 die Umbenennung von Artsina in Prosilia, 1961 die Anerkennung der Wohnplätze Rouneika und Kouvlis sowie 1991 von Dragoumi. Nach der Gebietsreform 1997 erfolgte der Zusammenschluss mit der Gemeinde Astros sowie 24 weiteren Landgemeinden zur Gemeinde Voria Kynouria, wo Doliana zunächst einen Gemeindebezirk bildete und seit der Verwaltungsreform 2010 den Status einer Ortsgemeinschaft hat.

### Bevölkerungsentwicklung von Doliana
Die besonderen geografischen und klimatischen Verhältnisse führten dazu, dass in Kynouria traditionell zahlreiche Doppelsiedlungen existieren. Viele Bewohner hatten Häuser in zwei Dörfern, eines für den Winter im Tal und eines für den Sommer in den Bergen. Dabei wurden Bergsiedlungen den Winter über vollständig oder teilweise aufgegeben. Die Menschen von Doliana lebten bis zum Georgstag in Kato Doliana (‚Unter-Doliana') und zogen danach mit der Ikone des Schutzheiligen für den Sommer nach Ano Doliana (‚Ober-Doliana') bis zur Kastanienernte im November. Diese Praxis wurde nach und nach aufgegeben, so dass viele Einwohner Dolianas das ganze Jahr über in Ano Doliana leben.
Bei den Volkszählungen wurden für beide Dörfer und die umliegenden Siedlungen erstmals 1940 getrennte Einwohnerzahlen erfasst. Die Volkszählung 1940 fand am 16. Oktober statt, 1951 wurde sie am 7. April durchgeführt.
| Jahr | 1829 | 1848 | 1856 | 1879 | 1889 | 1896 | 1907 | 1920 | 1928 |
| ---- | ---- | ---- | ---- | ---- | ---- | ---- | ---- | ---- | ---- |
|      | 676  | 1305 | 1421 | 1682 | 1577 | 1649 | 1627 | 1849 | 1672 |

| Name         | griechischer Name     | Code       | 1940 | 1951 | 1961 | 1971 | 1981 | 1991 | 2001 | 2011 |
| ------------ | --------------------- | ---------- | ---- | ---- | ---- | ---- | ---- | ---- | ---- | ---- |
| Ano Doliana  | Άνω Δολιανά (n. pl.)  | 4002000701 | 1594 | 0066 | 0012 | 0006 | 0019 | 0069 | 0080 | 0090 |
| Dragoumi     | Δραγούμι (n. sg.)     | 4002000702 |      |      |      |      |      | 0029 | 0015 | 0008 |
| Kaminari     | Καμινάρι (n. sg.)     | 4002000703 | -    | 0122 | 0105 | 0028 | -    | 0002 | 0000 | 0000 |
| Kato Doliana | Κάτω Δολιανά (n. pl.) | 4002000704 | 0082 | 1246 | 1081 | 1099 | 1075 | 0933 | 0780 | 0595 |
| Kouvlis      | Κούβλης (m. sg.)      | 4002000705 |      |      | 0027 | 0026 | 0059 | 0084 | 0057 | 0057 |
| Prosilia     | Προσήλια (n. pl.)     | 4002000706 | 0004 | 0216 | 0208 | 0192 | 0143 | 0145 | 0144 | 0088 |
| Rouneika     | Ρουναίικα (n. pl.)    | 4002000707 |      |      | 0064 | 0053 | 0042 | 0021 | 0021 | 0008 |
| Gesamt       | Gesamt                | 40020007   | 1680 | 1650 | 1497 | 1404 | 1338 | 1283 | 1097 | 846  |

## Sehenswürdigkeiten
Sehenswert sind die natürlichen Höhlen, die der Fluss in die Hänge gewaschen hat.